# Chapelle du Rosaire de Vence

Chapelle du Rosaire de Vence, Außenansicht

Die Chapelle du Rosaire de Vence (deutsch Rosenkranzkapelle von Vence), auch bekannt als „Chapelle Matisse“, ist eine kleine Kapelle, die für Nonnen des Dominikanerordens in Vence an der Französischen Riviera erbaut und am 25. Juni 1951 durch den Bischof von Nizza eingeweiht wurde. Sie beruht auf Plänen von Henri Matisse. Die von außen eher unscheinbar wirkende, auf einem Hügel liegende Kapelle enthält unter anderem Wandschmuck und Glasfenster nach Entwürfen des Künstlers. Matisse bezeichnete die Kapelle als sein Meisterwerk.

## Entstehung
„In der Kapelle bestand die Hauptaufgabe darin, eine von Licht und Farbe erfüllte Fläche und eine blinde, nur von einer Grafik in Schwarzweiß belebte Wand ins Gleichgewicht zu bringen. Diese Kapelle ist für mich die Erfüllung eines ganzen der Arbeit gewidmeten Lebens. In ihr kam eine ungeheure, aufrichtige und mühsame Anstrengung endlich zum Blühen.“

Als Matisse 1941 in Nizza an Krebs operiert worden war, nahm er während der Rekonvaleszenz die Hilfe einer jungen Krankenschwester, Monique Bourgeois, in Anspruch. Sie stand ihm auch Modell und war an den vorbereitenden Arbeiten zu Matisse’ Künstlerbuch Jazz beteiligt, in dessen Begleittext der Künstler die klarsten Äußerungen mit Konzentration auf christliche Themen formulierte.

Ordenswappen der Dominikaner

1946 entschied sich Monique Bourgeois, als Nonne in ein Kloster der Dominikanerinnen in Vence einzutreten, wo sie den Namen Schwester Jacques-Marie erhielt. Dort begegnete sie Matisse wieder, der in der Nähe ein Haus gekauft hatte. Sie plante Glasfenster für den Schuppen, der den Schwestern als Kapelle diente, und bat Matisse um seinen Rat. Der Künstler entschloss sich dazu, das Gebäude, Fenster und Ausstattung, selbst die liturgischen Messgewänder und Altardecken, selbst zu planen, was für ihn eine neue Erfahrung bedeutete.
Matisse war zu diesem Zeitpunkt bereits 77 Jahre alt; Planung und Bau der Rosenkranzkapelle nahmen ihn vier Jahre lang fast ausschließlich in Anspruch. Es entstand mit der Hilfe von Bruder Rayssiguier, einem Architekturstudenten, und unter der Direktion des Architekten Auguste Perret ein neues Gebäude. Der Dominikanerpriester und Kunstkritiker Marie-Alain Couturier, der bereits an der künstlerischen Ausgestaltung mehrerer katholischen Kirchen nach dem Zweiten Weltkrieg beteiligt war, schloss sich dem Vorhaben an. Die Grundsteinlegung fand im Dezember 1949 statt. Schwester Jacques-Marie, die 2004 im Alter von 84 Jahren verstarb, verfasste 1992 über die freundschaftliche Zusammenarbeit mit Henri Matisse eine Dokumentation.

## Architektur und Ausstattung der Kapelle

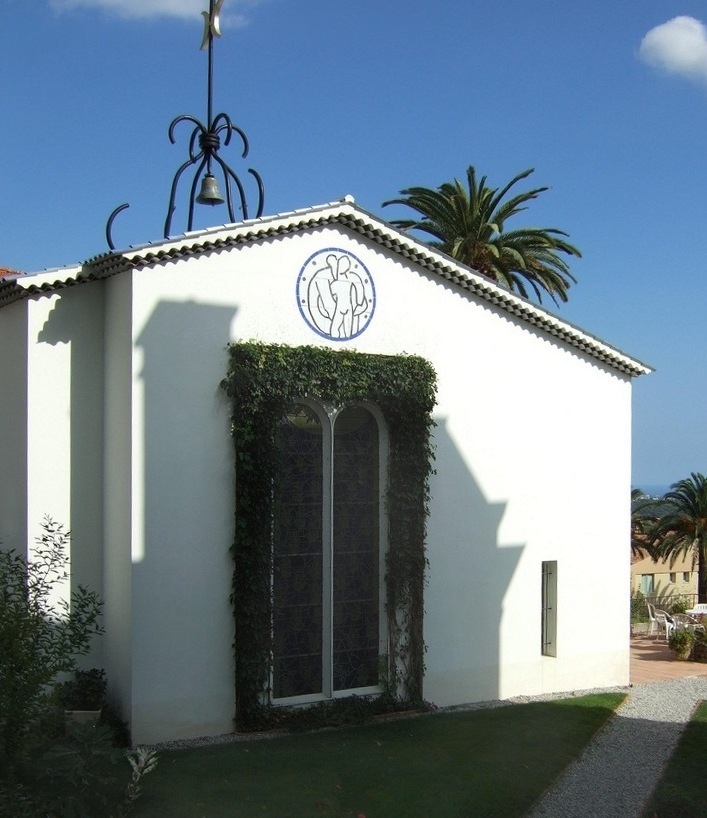
Das Altarfenster

Die fünfzehn Meter lange und sechs Meter breite L-förmige Kapelle ist auf einem Hügel erbaut. Das blau-weiß gezackt gedeckte Dach trägt ein großes Kreuz. Über dem Glasfenster der Apsis zeigt außen ein aus Keramik geschaffenes Tympanon die Jungfrau Maria mit ihrem Sohn. Im Innenraum markiert der Altar in der Apsis den Ort, an der sich die L-Formen treffen. Der größere Raum war für Besucher und Schüler gedacht, der kleinere für die Nonnen, die dort lebten und unterrichteten.

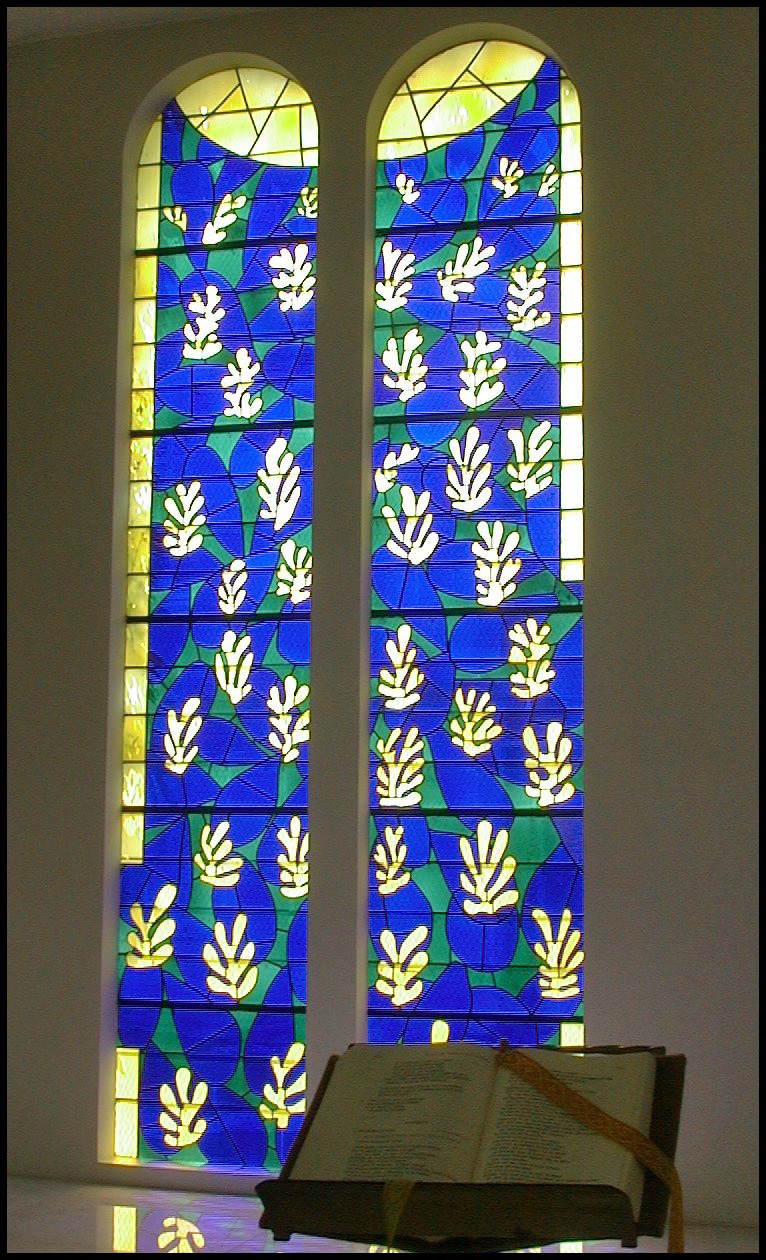
Glasfenster

Es gibt drei Glasfenster, drei schwarz-weiße Wandbilder, einen steinernen Altar, ein Bronzekreuz, mit Schnitzereien versehene Türen sowie Priesterkleidung. An den Glasfenstern arbeitete Matisse am längsten; seine Entwürfe bestanden aus farbigen Papierschnitten, die bereits für Jazz die Grundlage seiner Arbeit gewesen waren. Das Thema seiner Glasmalerei leitete er aus der biblischen Offenbarung des Johannes her – ein abstrakter Lebensbaum als Symbol des Goldenen Zeitalters schmückt die Fenster neben dem Altar. Diese bestehen aus schmalen hohen Streifen, verbunden durch weiße Wandteile, die die Rolle von Stängeln übernehmen; die gelben und blauen Blätter des Lebensbaumes auf grünem Hintergrund weisen eine schaufelförmige Gestalt auf. Das kleinere Fenster vor dem Altar ist mit kakteenartigen Formen in leuchtendem Gelb auf blau-grünem Grund ausgestattet. Die weiteren Wände sind mit Keramiktafeln geschmückt, die schwarze Pinselzeichnungen tragen: In reduzierter Form zeigen sie den Leidensweg Christi, die Jungfrau Maria mit dem Kinde sowie den Heiligen Dominikus, Begründer des Dominikanerordens. Der Künstler Jean Vincent de Crozals diente Matisse als Modell für den Christus. Mit seinem schlanken Körper, der matten Haut und den passionierten feinen Gesichtszügen war de Crozals für diese Aufgabe prädestiniert. Da er sehr gläubig war und eine außergewöhnliche Intuition besaß, konnte er sich mühelos mit allem identifizieren, was ihn stark berührte, und Matisse hat dies schnell erkannt. Matisse war zu dieser Zeit in seiner Beweglichkeit bereits so eingeschränkt, dass er von einem Rollstuhl aus mit einem langen Stab die Bildteile in Papierform platzierte, deren Übersetzung in Kachelform von Handwerkern übernommen wurde.
Kopien von Matisse’ Priesterkleidung werden im vatikanischen Museum für moderne religiöse Kunst aufbewahrt. Skizzen der Entwürfe zeigt das Centre Pompidou in Paris.